# Anomalophylla subcarinata
Anomalophylla subcarinata är en skalbaggsart som beskrevs av Ahrens 2005. Anomalophylla subcarinata ingår i släktet Anomalophylla och familjen Melolonthidae. Inga underarter finns listade i Catalogue of Life.